# Johann Rudolf Meyer (Fabrikant, 1768)

Einziges Porträt Meyers (Joseph Reinhart, ca. 1790).

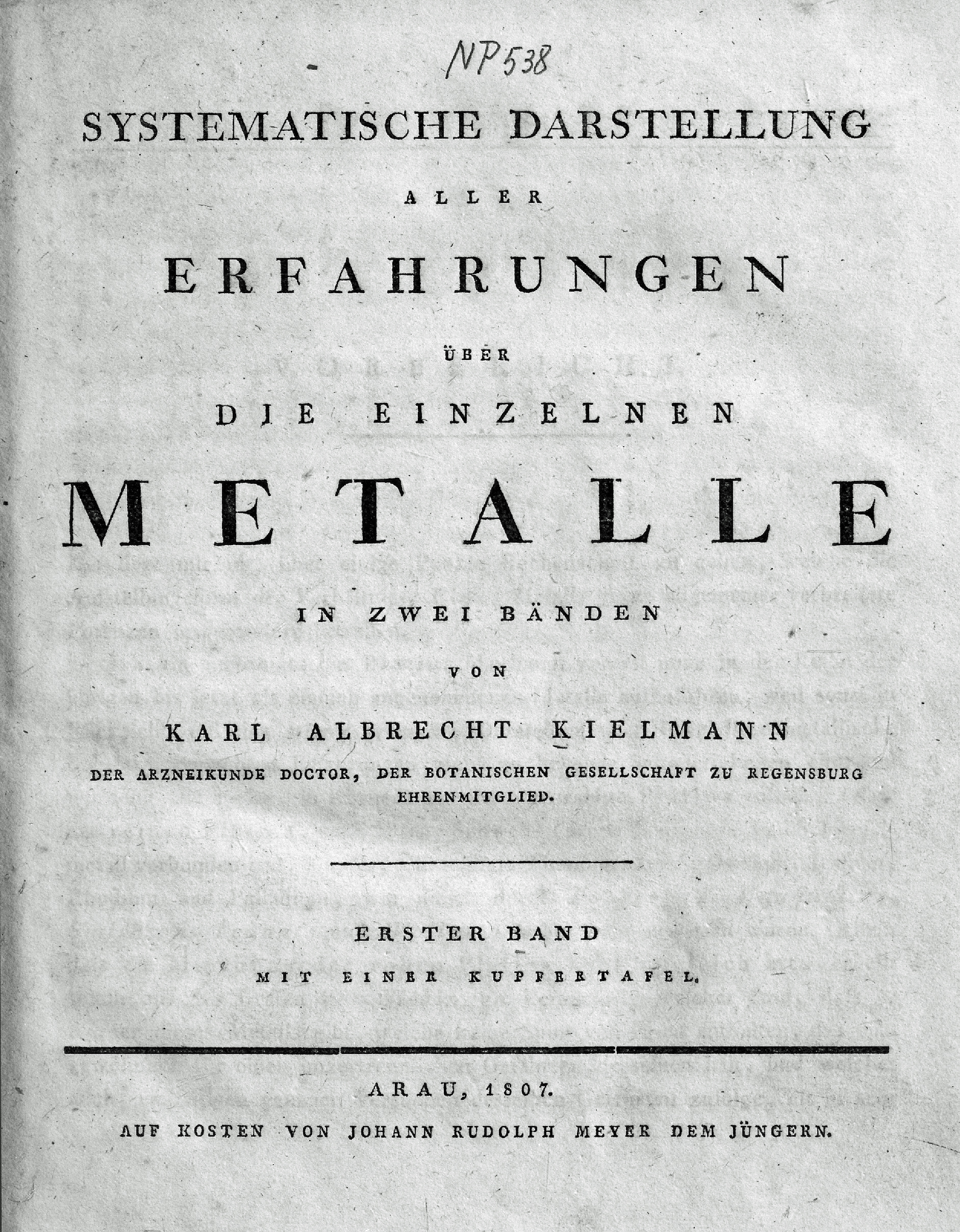
Ein Band der Meyerschen Naturlehre, Aarau 1807.

Johann Rudolf Meyer Sohn (* 3. April 1768 in Aarau, Republik Bern; † 1825 wohl in Mannheim, Grossherzogtum Baden) war ein Schweizer Seidenbandfabrikant, Naturforscher, Revolutionär und Alpinist. Er baute die Meyerschen Stollen sowie das Meyerhaus in Aarau und betrieb die Gründung der ältesten Kantonsschule der Schweiz. Nach der Konterrevolution gegen die Helvetische Republik wanderte er vorübergehend nach Bayern aus. Eine von ihm herausgegebene Enzyklopädie der Chemie blieb ein Torso. Mit seinem Bruder Hieronymus Meyer, genannt Jérome bestieg er erstmals in der Schweiz einen Viertausender. Nachdem ihm der Vater Schulden hinterlassen hatte, endete er als Falschmünzer im Zuchthaus. Manches an diesem 200 Jahre lang vertuschten Kriminalfall ist bis heute rätselhaft.

## AarausMeyersche Stollen

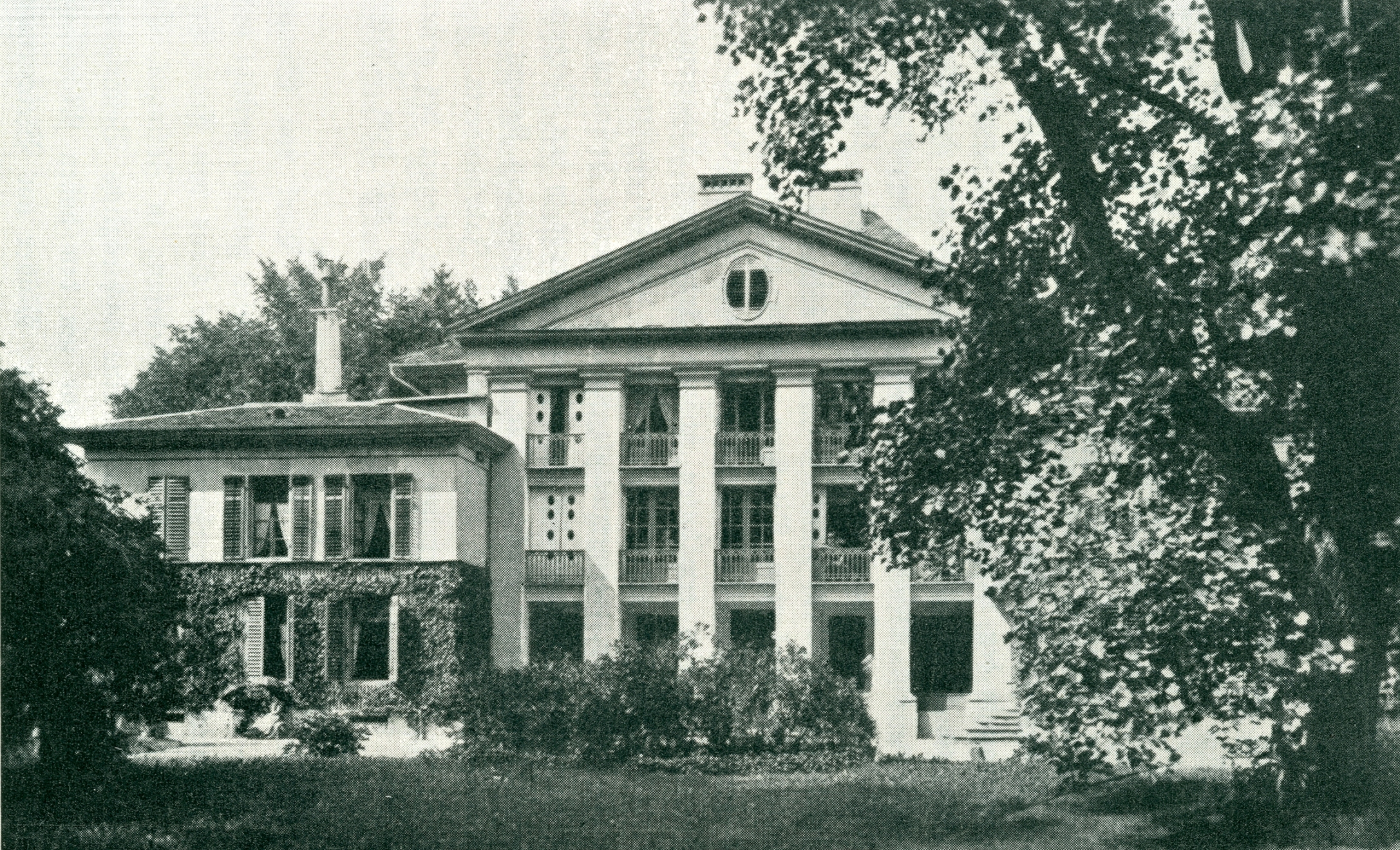
Meyerhaus, Gartenfassade vor 1939.

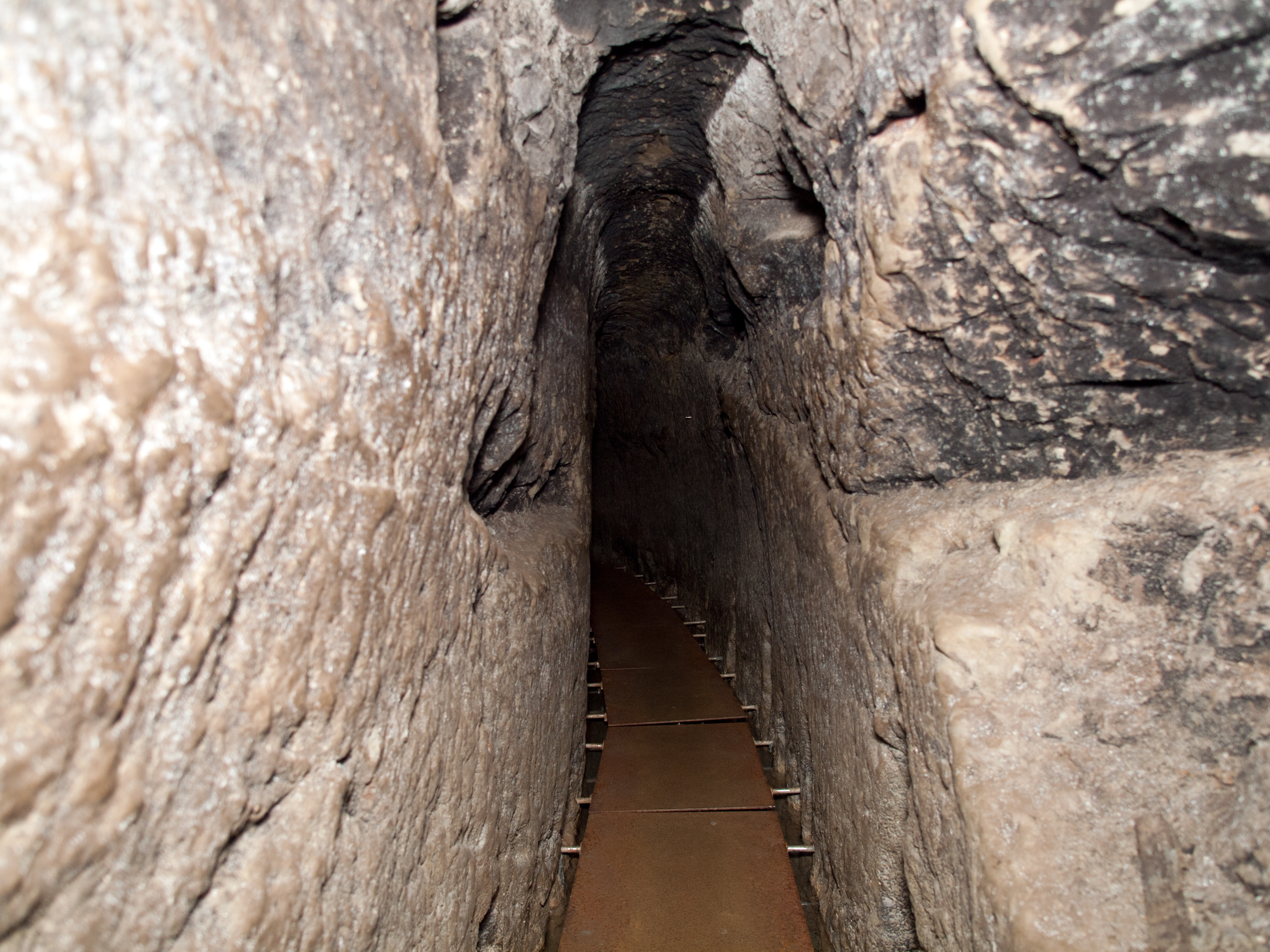
Meyersche Stollen.

Johann Rudolf Meyer – im Folgenden kurz Meyer genannt – war der älteste Sohn des gleichnamigen Aarauer Seidenbandfabrikanten, Philanthropen, Mäzens und Revolutionärs (1739–1813) und der Arzttochter Elisabeth Hagnauer (1741–1781). Sein Vater ist bekannt dafür, dass er 1786–1802 durch Johann Heinrich Weiss (1758–1826) aus Strassburg und Joachim Eugen Müller (1752–1833) aus Engelberg den ersten Atlas der Schweiz aufnehmen liess. Von den fünf überlebenden Geschwistern Meyers stand diesem Hieronymus, genannt Jérôme (1769–1844) am nächsten. Als Meyer dreizehn war, verlor er die Mutter. Zwei Jahre später schloss der Vater eine zweite Ehe mit Marianne Renner (1747–1823), Schwester eines kaiserlichen Generals und des Besitzers von Bad Schinznach. 1788 unternahm Meyer mit Jérôme eine siebenmonatige Reise ins Absatzgebiet der väterlichen Fabrik, die ihn bis nach Stockholm und Riga führte. Zum Färber und Appreteur bestimmt, hörte er anschliessend zwei Semester Physik bei Georg Christoph Lichtenberg in Göttingen und einige Wochen Mineralogie bei Abraham Gottlob Werner in Freiberg (Sachsen). Dort befreundete er sich mit einem Lieblingsschüler Werners, Johann Samuel von Gruner (1766–1824), der entfernt mit seiner Stiefmutter verwandt war. 1790 trat Meyer wie Jérôme in die Familienfirma ein. Im selben Jahr heiratete er zum Missfallen des Vaters seine verarmte Jugendliebe Margarete Saxer (1769–1805). Das Paar hatte vier Kinder, von denen Johann Rudolf (1791–1833) und Johann Gottlieb (1793–1829) das Erwachsenenalter erreichten.
Den Geschwistern seiner Frau war ein Stück Land ausserhalb der Stadt geblieben. Einen Teil davon entsumpfte Meyer ab 1791 durch den Bau der Meyerschen Stollen. Die nötigen Bergleute fand er im Eisenbergwerk des Staates Bern im benachbarten Küttigen. Mit dem Bergbau war er vertraut, weil sein Vater an der Blei-Silber-Mine Trachsellauenen zu Füssen der Jungfrau beteiligt war. Fachwissen steuerte Gruner bei, der nach Abschluss seines Geologiestudiums 1792 zu Meyer zog und mit der Leitung der erwähnten Bergwerke betraut wurde. Im erwähnten Jahr kaufte Meyer das Land der Geschwister Saxer. 1794–1797 liess er dort durch Johann Daniel Osterrieth (1768–1839) aus Strassburg eine schlossartige Villa errichten, die er zusammen mit Jérôme bewohnte. In den beiden Kellergeschossen des Meyerhauses richtete er eine Seidenfärberei ein, die durch die Stollen mit Wasser versorgt wurde und jene in der Fabrik des Vaters (heute Alters- und Pflegeheim Golatti) ersetzte.

## Beteiligung an der Helvetischen Revolution
Wie sein Vater, sein Bruder Jérôme und sein Schwager Johann Gottlieb Hunziker war Meyer 1798 Mitglied von Aaraus Revolutionskomitee (Sicherheitsausschuss). Die Familie trug massgeblich dazu bei, dass vor dem Rathaus der Stadt die Helvetische Republik ausgerufen wurde und aus dem bernischen Unteraargau der selbständige Kanton Aargau entstand. Als Bern Aarau militärisch besetzte, rief Meyer gegen den Willen des Vaters die Franzosen zu Hilfe. Neben Gruner, der Nationalbuchdrucker und später Oberberghauptmann des revolutionären Einheitsstaats wurde, beherbergte er auch monatelang dessen bekanntesten Propagandisten, den Pädagogen Heinrich Pestalozzi. Als sein Vater in den helvetischen Senat gewählt wurde, übernahm Meyer die Direktion der Familienfirma. Osterrieth erhielt den Auftrag, den Ausbau Aaraus zur Hauptstadt der Helvetischen Republik zu planen. Von seinem Projekt kam aber nur die Laurenzenvorstadt zur Ausführung, da schon nach fünf Monaten Luzern neuer Regierungssitz wurde. 1799 versuchten Meyer und Gruner, den Betrieb des Bergwerks Küttigen aufrechtzuerhalten, traten dieses aber im folgenden Jahr wieder an die helvetische Bergwerksadministration ab.

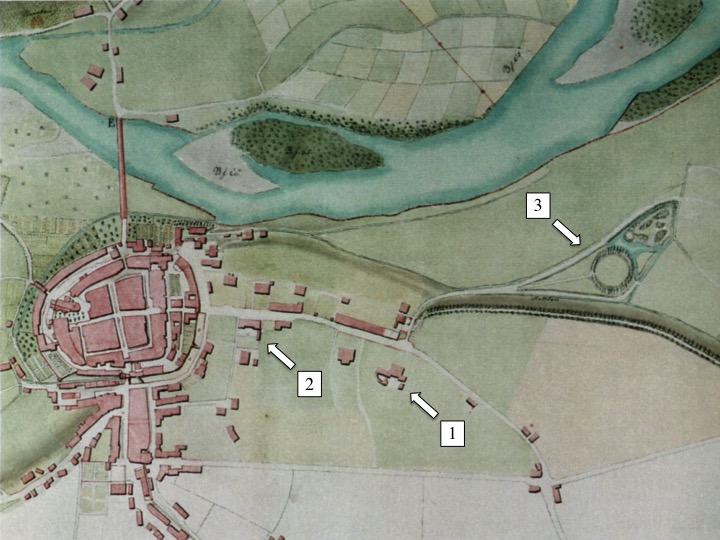
Aarau, 1809. 1: Meyerhaus. 2: Kantonsschule. 3: Telliring (ältester Turnplatz der Schweiz).

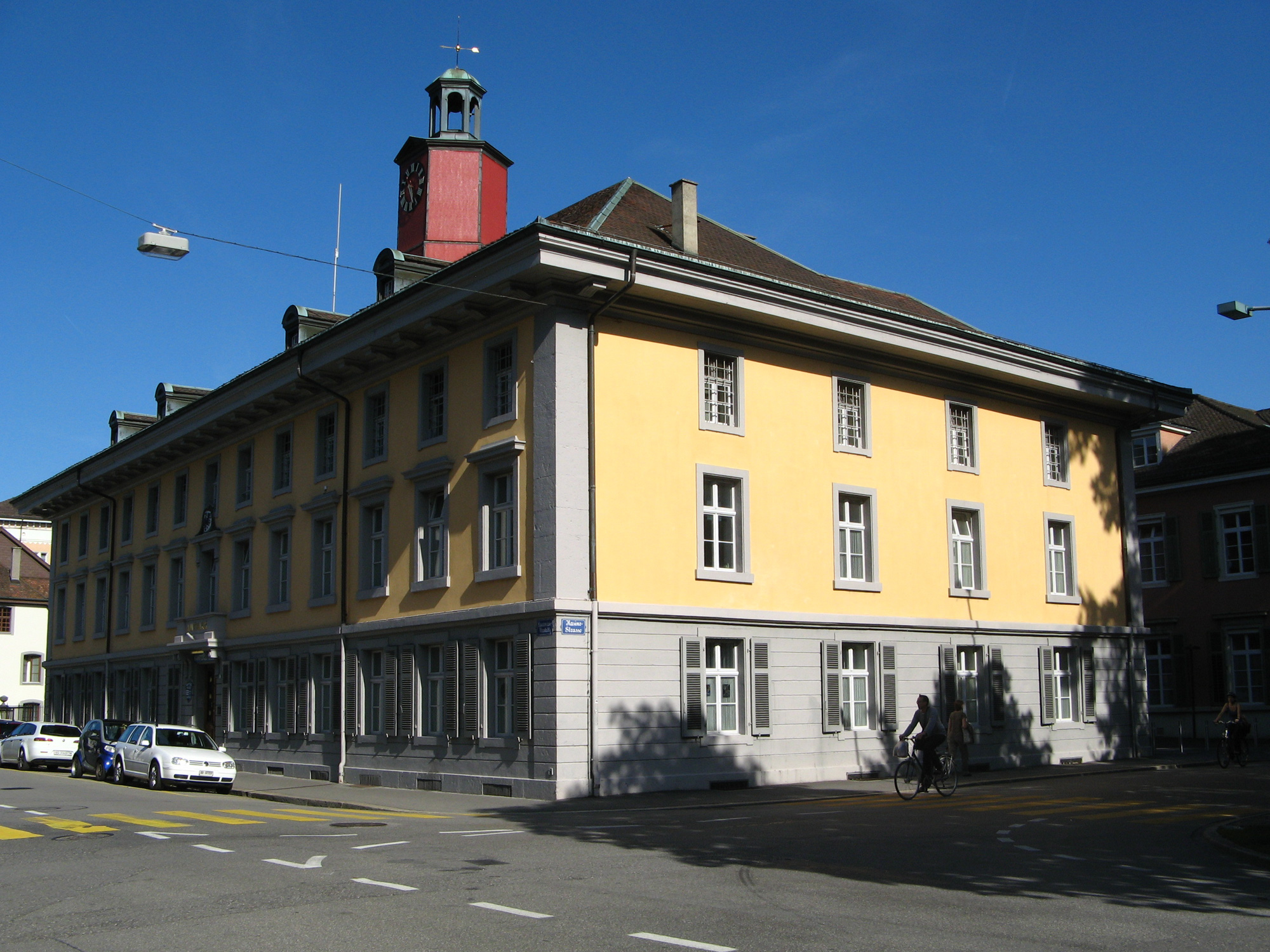
Sitz der Kantonsschule war bis 1896 das heutige Amthaus.

1801 stellte Meyer den bayerischen Pestalozzi-Schüler Andreas Moser (1766–1806) als Hauslehrer und Bibliothekar ein. Wohl unter dessen Einfluss forderte er in einem Aufsatz, „daß bey jeder öffentlichen Erziehung, die sey körperlich oder geistig, keine Einmischung von Glaubensmeinungen irgend einer Art statt habe“. Zusammen mit Gruner gab er den Anstoss zur Gründung der 1802 eröffneten ältesten Kantonsschule der Schweiz. Daran beteiligte sich auch Moser. Ausserdem führte dieser an Aaraus Stadtschulen die Pestalozzische Unterrichtsmethode ein. Wegen Mosers anderweitiger Beanspruchung schickte Meyer seine Söhne in Pestalozzis Institut in Burgdorf. Der Vater und Jérôme halfen bei der Finanzierung der Kantonsschule. Meyer selber unterrichtete dort unentgeltlich Chemie und Physik. Leiter der Schule wurde der erste Redaktionssekretär der helvetischen Regierung, Georg Franz Hofmann. Mathematiklehrer Johann Christian Martin Bartels war wie Meyer ein Lichtenberg-Schüler.
Moser schuf mit dem Telliring den ältesten Turnplatz der Schweiz. In seinem 1800 erschienenen Werk Gesunder Menschenverstand hatte er neben der Demokratie auch offen den Deismus propagiert. Deshalb machte ihn Pfarrer Johann Jakob Pfleger wenige Monate nach Eröffnung der Kantonsschule zur Zielscheibe einer Hetzkampagne. Der altgesinnte Geistliche gab damit das Signal zum Ausbruch der Konterrevolution gegen die Helvetische Republik (Stecklikrieg), die Berns Aristokratie von langer Hand vorbereitet hatte. Mit dem Tod bedroht, musste Moser nach München fliehen. In der Folge wurden alle übrigen Kantonsschullehrer der revolutionären Periode entlassen und die meisten von ihnen aus Aarau vertrieben. Die anfänglich zahlreichen Schüler aus anderen Kantonen, namentlich der Waadt, blieben weg.

## Emigration nach Bayern

Zum Dank dafür, dass Kurfürst Max Joseph das Kloster Geisenfeld der Familie Meyer verkauft hatte, errichteten ihm die Bürger diese Ehrensäule.

Als Bonaparte 1803 die Helvetische Republik auflöste, drohte auch der Familie Meyer politische Verfolgung. Sie transferierte deshalb ihre Fabrik und ihr Vermögen nach Bayern, wo Kurfürst Max Joseph und sein Minister Montgelas radikale Reformen durchführten. Anverwandte von Meyers Stiefmutter, die Freiherren von Schwachheim, hatten in Bayern Karriere gemacht. Erster Standort der Meyerschen Fabrikkolonie war Schloss Rohrbach (Landkreis Pfaffenhofen an der Ilm), das einem Bekannten der Schwachheim gehörte. 1803 kaufte die Familie Meyer in der Nachbarschaft von Rohrbach die aufgehobenen Klöster Geisenfeld und Wolnzach, vertauschte diese aber 1804 gegen diejenigen von Polling, Rottenbuch und Steingaden (Landkreis Weilheim-Schongau). Die Kaufverhandlungen führte Gruner. In der Verwaltung der bayerischen Güter wechselte sich Meyer mit Jérôme ab.
Gegen 300 Personen wanderten mit der Familie aus. Zuerst bestand die Kolonie aus Aargauern und Baselbietern. Die Fabrik in Bayern gedieh aber nicht, weil ihr das Basler Seidenbandkartell die Posamenter abwarb. Zur Kolonie stiessen dafür Teilnehmer am Bockenkrieg von 1804, einem Aufstand gegen die Herrschaft der Stadt Zürich über den Rest des Kantons. Erfolg hatten die Auswanderer mit der Zucht von Schweizer Vieh. Nachdem Meyer seine Frau verloren hatte, heiratete er 1805 Gruners uneheliche Tochter Marie, die wohl bei seinen Eltern erzogen worden war und mit 20 Jahren nur wenig älter war als seine Söhne. Nach der Heirat übernahm er wieder die Verwaltung der bayerischen Güter. Die Flitterwochen verbrachte das Paar im Kanonendonner, da sich in der Gegend Franzosen und Österreicher bekämpften. Gruner kaufte Meyer vier Schwaigen (Viehzuchtbetriebe) ab, die dieser im Gegenzug von ihm pachtete.

## DieMeyersche Naturlehre

Katalog von Meyers naturwissenschaftlicher Bibliothek, die gegen 40 000 Bände umfasste.

Meyers Leidenschaft aber galt den Naturwissenschaften. 1805 veröffentlichte er eine Geognostische Uebersicht der helvetischen Gebürgsformationen, die zu Unrecht Gruner zugeschrieben wurde. Im Anhang findet sich eine frühe geologische Karte der Schweiz.
1806 widmete er dem zum König erhobenen Kurfürsten von Bayern eine Enzyklopädie der praktischen Chemie mit dem Titel Systematische Darstellung aller Erfahrungen in der Naturlehre. Deren Grundlage bildete die naturwissenschaftliche Bibliothek, welche er seit 1790 erworben hatte. Sie soll mit 40 000 Bänden die drittgrösste im deutschen Sprachraum gewesen sein. Die Naturlehre wurde von vier jungen deutschen Ärzten redigiert, die beim Schriftsteller Heinrich Zschokke auf Schloss Biberstein einquartiert waren. Einer derselben, Karl Albrecht Kielmann, bezeichnete Meyer damals als „Mann von seltenem Genie und grenzenloser Beharrlichkeit in Verfolgung seiner Zwecke“. Gedruckt wurde das Werk auf Meyers Kosten vom späteren Verleger Heinrich Remigius Sauerländer.
Weil Meyer durch die Auswanderung verursachte Verluste nicht wettzumachen vermochte, obwohl er Teile der bayerischen Güter verkaufte, wurde er vom Vater 1807 abgesetzt. Darauf kehrte er nach Aarau zurück, um das Buchprojekt zu retten. Marie muss schon vorher gestorben sein. Ihr Vater Gruner strengte 1808 einen Prozess gegen seinen einstigen Freund an, weil ihm dieser den Pachtzins für seine Schwaigen schuldig blieb. Im Streit mit dem Vater wurde Meyer von Jérôme unterstützt. 1809 heiratete er dessen 16-jährige Stieftochter Christiane Luise Vinnassa (1793–1859). Auch verkaufte er Jérôme das Meyerhaus.
Das Projekt Naturlehre weitete er noch aus. Als vier von zwanzig geplanten Bänden erschienen waren, verlegte er sein physikalisches Institut vorübergehend an die Universität Freiburg im Breisgau. Er vermochte die Enzyklopädie aber nicht länger zu finanzieren. Dies auch, weil er ab 1810 hinter der Villa in Aarau eine neue Fabrik baute. Diese nutzte mit Hilfe eines grossen unterirdischen Wasserrads die Energie des Wassers in den Meyerschen Stollen zum Antrieb von Appreturmaschinen.

## Erstbesteigung der Jungfrau

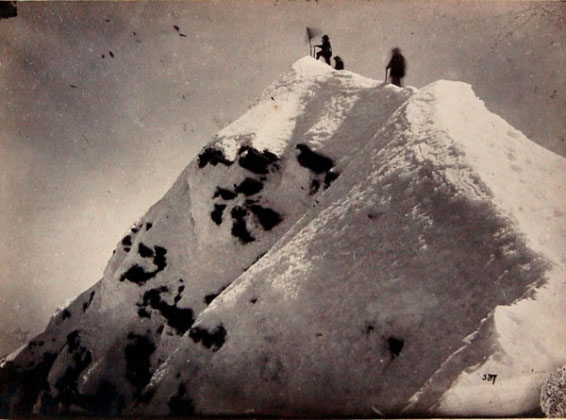
Jungfrau, Fotografie, 1878.

Hieronymus Meyer, genannt Jérôme (Joseph Reinhart, ca. 1790).

1811 wurde Meyer Gründungspräsident der Aargauischen Naturforschenden Gesellschaft. Internationale Bekanntheit erlangten er und Jérôme, indem sie in jenem Jahr zusammen mit den Gämsjägern Joseph Bortis und Alois Volken aus Fieschertal (Wallis) die 4158 m hohe Jungfrau und damit als erste Menschen in der Schweiz einen Viertausender bestiegen. Dabei half Meyer, dass er Lasten hob und trug, denen drei Männer kaum gewachsen waren, und einmal in Interlaken den stärksten Schwinger zu Boden geworfen hatte. 1812 veranstaltete er eine weitere „Reise auf die Eisgebirge des Kantons Bern“, in deren Verlauf sein 18-jähriger Sohn Johann Gottlieb die Besteigung der Jungfrau wiederholte und drei Führer seines 20-jährigen Sohnes Johann Rudolf das 4274 m hohe Finsteraarhorn bezwungen haben sollen. Damals entwickelte Meyer die Idee, Höhenmessungen mit Hilfe des Pendels vorzunehmen.
1811 kaufte er dem Vater Warenlager, Guthaben, Fabrikgerätschaften und Webstühle ab. Gleichwohl nahm der Vater auf Meyers künftiges Erbe Rottenbuch und Steingaden eine Hypothek auf, die den Wert der Güter überstieg. 1812 trat er Polling an Jérôme ab, der dorthin zurückkehrte und auch die Führung des Prozesses mit Gruner übernahm. Als der Vater 1813 starb, beglich Meyer um der Familienehre willen die auf Rottenbuch und Steingaden lastende Schuld. Jérôme wurde für seine Verdienste um die bayerische Landwirtschaft 1814 in den erblichen Adelsstand erhoben. 1816 verlor er den Prozess gegen Gruner. Im selben Jahr musste Meyer Rottenbuch und Steingaden notfallmässig an den bayerischen Staat zurückverkaufen. Trotzdem stellte er im Hungerjahr 1817 auf seinem Gut in Erlinsbach armen Leuten Pflanzland zur Verfügung, was Zschokke zum Kommentar veranlasste: «Möge doch der gütige Himmel diesen Wohlthäter reich belohnen!» Damals trat Meyer das Präsidium der Naturforschenden Gesellschaft an Zschokke ab. Ebenfalls 1817 scheint er mit dem Basler Buchhändler Samuel Flick versucht zu haben, seine Bibliothek in Wien zu Geld zu machen. Es ist nicht bekannt, ob er noch in seiner Villa lebte, die seine Söhne von Jérôme zurückkauften. Seine Frau kehrte zu ihrer Mutter nach Bayern zurück.

## Ein rätselhafter Kriminalfall
1819 zirkulierten in Mülhausen und anderen Städten des Departements Haut-Rhin falsche Silbermünzen. Gussformen von Fünf-Franken-Stücken Ludwigs XVIII. und von Fünf-Lire-Stücken Napoleons als König von Italien wurden bei François Antoine Ulsass (1785–1840) gefunden. Neben diesem Ex-Maire von Kunheim verhaftete man Komplizen, ein weiterer blieb flüchtig. Ulsass wurde schuldig gesprochen, Mitglied einer Falschmünzerbande, nicht aber deren Anführer gewesen zu sein, und zu Einschliessung (réclusion) auf unbekannte Zeit verurteilt.
Gerüchte besagten, das Falschgeld sei in Aarau hergestellt worden. Frankreichs Gesandter Talleyrand intervenierte deshalb bei der Regierung des Kantons Aargau. Diese beriet sein Schreiben wie ein Staatsgeheimnis ausserhalb des Protokolls. Wie sie dem Diplomaten schliesslich mitteilte, blieb die Suche nach einer Fälscherwerkstätte erfolglos. Die falschen Écus tauchten auch im Aargau auf. Laut einem Aufruf der Kantonsregierung enthielten sie weniger als halb so viel Silber wie die echten. Diejenigen Ludwigs XVIII. trugen – Irrtum oder politische Botschaft? – statt der Randschrift Domine salvum fac regem (Herr, erhalte den König) jene der Fünf-Franken-Stücke Napoleons: Dieu protège la France (Gott schütze Frankreich).

## Als Falschmünzer im Zuchthaus

Solche 6-Kreuzer-Stücke aus versilbertem Messing wurden bei Meyer gefunden (Badisches Landesmuseum, Karlsruhe).

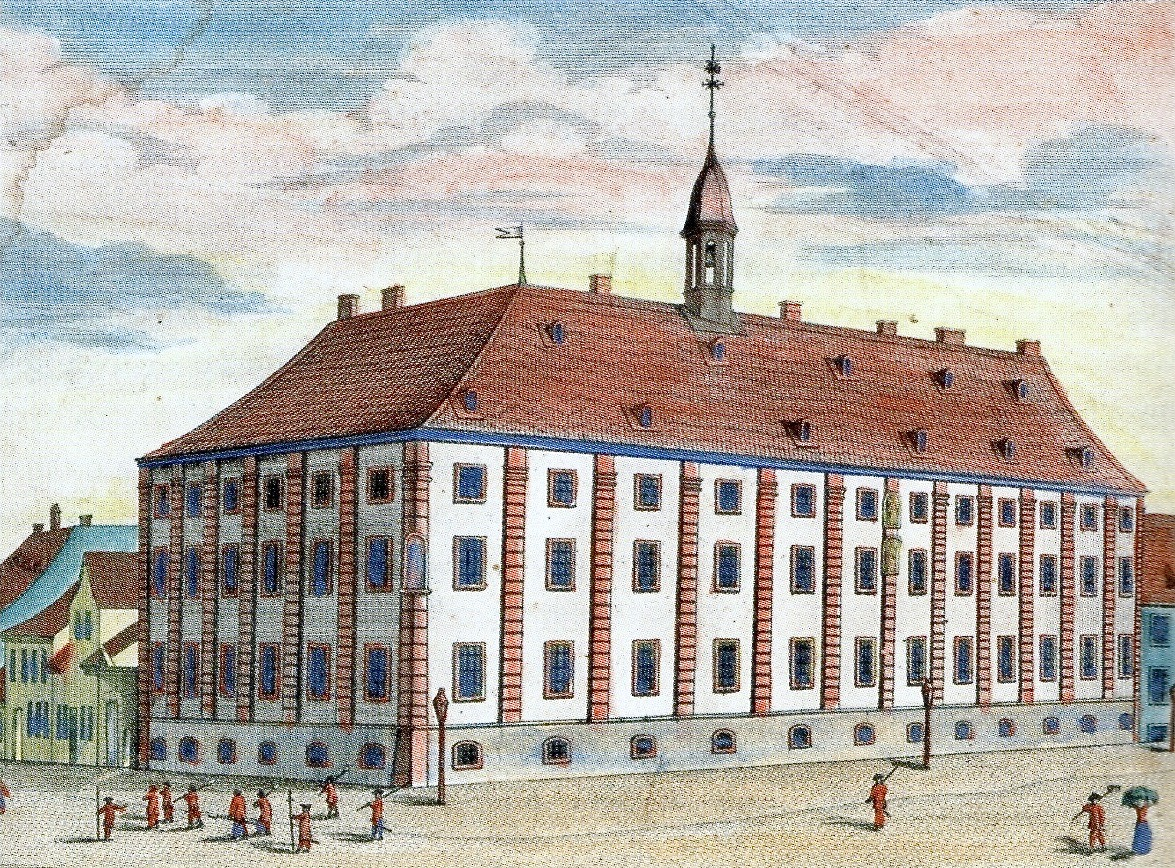
Zuchthaus in Mannheim (Brüder Klauber nach Johann Franz von der Schlichten, 1782, koloriert).

Auf der Kopie der zitierten Antwort an Talleyrand findet sich folgende Randnotiz: „Rudolf Meÿer v. Aarau ist im Jahr 1820 zu Carlsruh wegen Falschmünzereÿ verhaftet worden – mag er schon hier [in Aarau] diesen Gewerb getrieben haben u. Spuhren davon offenbar geworden seÿn?“
Im erwähnten Jahr verhandelte Meyer in der Residenzstadt des Großherzogtums Baden mit dessen Regierung über den Verkauf seiner Bibliothek. In einem Gasthaus zeigte er gegen Entgelt eine Kopie des Reliefs der Schweizer Alpen, das sein Vater zusammen mit dem erwähnten Atlas hatte anfertigen lassen. Im Oktober wurde er verhaftet, weil er falsche badische 6- und 24-Kreuzer-Stücke in Umlauf gesetzt hatte. In seiner Wohnung fand man nicht nur solche Sechser, sondern auch Prägevorrichtungen und Stempel zur Fälschung von Münzen dieses Nennwerts von Baden, Württemberg, Nassau und Hessen-Darmstadt. Meyer soll aus der Polizeiwache geflüchtet, aber nach einer Verfolgungsjagd wieder festgenommen worden sein. Eine liberale Zeitung schrieb: „Man begreift nicht, wie der geachtete, kenntnißreiche und auch wohlhabende Mann so tief hat sinken können.“
Während der Untersuchungshaft nannte Meyer keine Komplizen. 1822 wurde er vom Hofgericht in Rastatt zu drei Jahren Zuchthaus verurteilt. Seine letzte erhaltene Lebensäusserung ist ein Brief, in dem er der Stiefmutter schrieb: „Ich werde mich zu seÿner Zeit über alles vor der Welt rechtfertigen können.“ Dies lässt vermuten, dass er für seine Fälschertätigkeit politische Motive geltend machen wollte. Die Strafe verbüsste er in Mannheim, dessen Zuchthaus in einer ungesunden Umgebung lag. Er starb gemäss Staatsarchivar Franz Xaver Bronner im Jahr, in dem er freigekommen wäre – möglicherweise an Tuberkulose.
Ludwig Thilo (1789–1831), 1810–1818 Kantonsschullehrer und 1815–1818 Sekretär der Aargauischen Naturforschenden Gesellschaft, schrieb über den toten Freund: „Dieser tugendhafte und enthaltsame Mann war voller Begeisterung für die Wissenschaften, aber glaubte, das geltende Recht sei nichts anderes als das Recht des Stärkeren; vielleicht wurde er das Opfer dieser Meinung? Sein tragisches Ende kann die Grösse seiner Verdienste nicht schmälern …“

## Damnatio memoriae

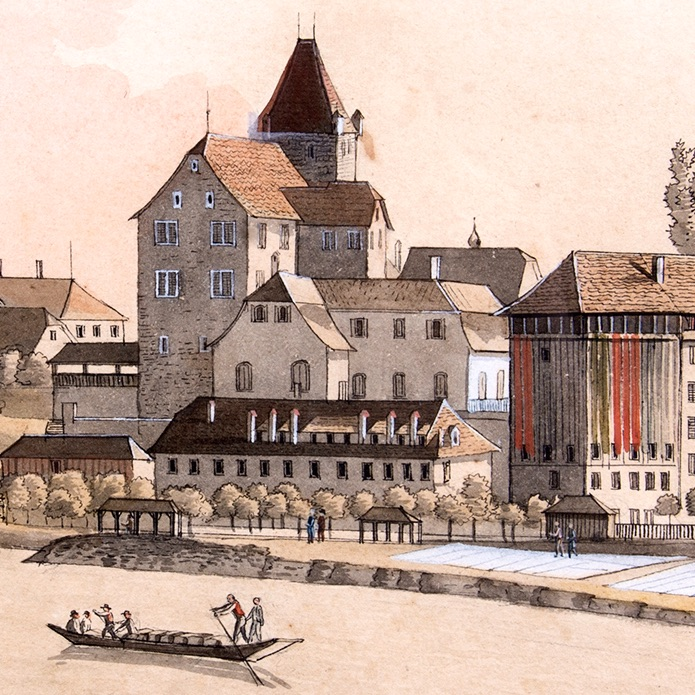
Kantonale Münzstätte in Aarau
(nur Obergeschosse sichtbar) vor dem Schlössli, das Meyers Vater gehört hatte (David Alois Schmid, um 1812).

Meyers gleichnamiger Sohn (Rudolf Lehmann, Rudolf Rey, 1852).

Meyer verfiel der Damnatio memoriae. Weder Paul Usteri in der Aarauer Zeitung noch Zschokke im Schweizer-Boten meldeten seine Verhaftung. 1821 führte die Aargauer Regierung eine „geheime Rathsverhandlung“ durch, deren „geheimes Protokoll“ verschwunden ist. Vermutlich wurde damals beschlossen, die Affäre zu vertuschen. Meyers Hinterlassenschaft wurde vernichtet. Er hatte aber während der Helvetischen Revolution unter einer Geheimtreppe des Meyerhauses Papiere eingemauert, die beim Umbau des Gebäudes zum römisch-katholischen Pfarrhaus 1939 zum Vorschein kamen. Sie befinden sich heute im Stadtarchiv Aarau, sind aber immer noch nicht katalogisiert.
Wo Meyer Geld fälschte, kann vielleicht nie mehr geklärt werden. Gelegenheit dazu gehabt hätte er unter anderem in der 1807–1819 tätigen Münzstätte des Kantons Aargau. Münzmeister David Anton Städelin (1737–1830) war bei der Einstellung der Prägung bereits 82-jährig, Münzwardein Johann Jakob Trog (1759–1827) mit einer Verwandten von Meyers Mutter verheiratet.
Ulsass unternahm 1827 einen weiteren Versuch, Fünf-Franken-Stücke Napoleons und Ludwigs XVIII. zu fälschen – diesmal in Allschwil (Kanton Basel). Die Stempel sollte ein Petschaftstecher aus Zürich gravieren, der sich in Basel aufhielt. Dieser verriet jedoch den Plan, worauf Ulsass zu fünf Jahren Zwangsarbeit im Bagno von Toulon verurteilt wurde.
Prägestempel, die in den 1870er Jahren im Meyerhaus in Aarau unter einem Zimmerboden gefunden worden sein sollen, könnten zur Herstellung anderer Münzsorten als der in Karlsruhe gefundenen bestimmt gewesen sein.
Ein Urenkel Zschokkes, der 1934 eine Geschichte der ausgestorbenen Familie Meyer verfasste, beschränkte sich auf die Aussage, der Ruhmesglanz des Jungfrau-Bezwingers habe sich leider „durch mißliche Umstände verdüstert“. Der 1996 erschienene Comic von Reto Gloor und Markus Kirchhofer über Meyer und dessen Vater endet im Imaginären. Als dann 2011 Meyers wahres Schicksal bekannt wurde, erwies es sich – auch ohne Auftritt eines Ungeheuers – als ähnlich spektakulär wie das von den Autoren erfundene.

## Das Ende des Hauses Meyer
Meyers Söhne überlebten den Vater nur um acht bzw. vier Jahre. Johann Rudolf scheint unter dem Verlust der Mutter gelitten und die Ehen des Vaters mit jungen Mädchen missbilligt zu haben. Unter dem Einfluss von Ernst August Evers, der die Kantonsschule von Pestalozzianern säuberte, wurde er zum reaktionären Schöngeist, was die Entfremdung vom Vater vertieft haben dürfte. Nach dem Medizinstudium in Tübingen heiratete er 1817 unter Verzicht auf das Bürgerrecht von Aarau eine Halbschwester seiner Mutter und liess sich in Konstanz nieder. Dort veröffentlichte er 1820 ein naturphilosophisches Buch, das dem Vater wohl ebenso missfiel wie dem früheren helvetischen Minister Albrecht Rengger. Nach der Verhaftung des Vaters kehrte Johann Rudolf nach Aarau zurück, um an der Kantonsschule zu unterrichten. Bevor er mit 42 Jahren starb, liess er 1831 die Bibliothek des Vaters in Schaffhausen versteigern. Sein Bruder Johann Gottlieb wurde Kaufmann und übernahm die väterliche Firma. Als ihn mit 33 Jahren die Tuberkulose dahinraffte, gelangten Fabrik und Villa in den Besitz seines Associés Friedrich Heinrich Feer.
Eine der Töchter von Meyers Bruder Jérôme, der mit 75 Jahren in München starb, war mit dem Oberhaupt der Evangelisch-Lutherischen Kirche in Bayern verheiratet. Christiane Luise hatte ihre Mitgift zurückerhalten, als ihre Ehe mit Meyer 1822 geschieden wurde. Sie behielt aber den Namen des Gatten, den sie um 34 Jahre überlebte. Ihre letzte Ruhestätte fand sie im hessischen Langen. Auch die übrigen Meyer verliessen Aarau. Der letzte Angehörige der Familie starb 1930 als Arzt in Zürich. Wie erwähnt, baute die römisch-katholische Kirchgemeinde Aarau 1939 das Meyerhaus zum Pfarrhaus um. Im Rest des Parks, der dazugehört hatte, errichtete sie 1940 die Kirche St. Peter und Paul. Meyers Fabrik samt der unterirdischen Radstube musste in den 1980er Jahren dem Erweiterungsbau der Hauptpost weichen.

## Schriften
- Ueber Grundsätze der gesellschaftlichen Verbindungen. In unbekannter Publikation, S. 47–58, Separatabdruck Arau 1801.
- Ein freymüthiges Wort über die Zuschrift der 40 Bürger an Herrn Kammerer Pfleger, nebst Beurtheilung seiner Antwort auf dieselbe. (Aarau 1802.)
- Beleuchtung einiger Stellen in Herrn Kammerer Pflegers Schrift, die Erziehungsanstalten in Arau betreffend. Aarau 1802.
- Geognostische Uebersicht der helvetischen Gebürgsformationen. In Heinrich Zschokke, Johann Heinrich Füssli (Hrsg.): Isis, Eine Monatschrift von Deutschen und Schweizerischen Gelehrten. 2. Band, Orell Füssli, Zürich Oktober 1805, S. 857–878, 1121 („von Rudolf Meyer in Aarau“), Karte; Nachdruck unter dem Titel Geognostische Uebersicht über die Alpen in Helvetien in Carl Ulysses von Salis in Marschlins, Johann Rudolph Steinmüller (Hrsg.): Alpina. Eine Schrift der genauern Kenntniß der Alpen gewiedmet. 1. Band, Steinerische Buchhandlung, Winterthur 1806, S. 244–265 (Digitalisat), S. 244 („von Herrn S. Gruner von Bern, gewesenem helvetischen Bergwerks-Direktor“).
- Systematische Darstellung aller Erfahrungen in der Naturlehre, entworfen von Johann Rudolph Meyer dem Jüngern, bearbeitet von mehreren Gelehrten. 4 Bände (mehr nicht erschienen): 1. Theil (Ludwig von Schmidt, genannt Phiseldeck: Systematische Darstellung aller Erfahrungen über allgemeiner verbreitete Potenzen), 3 Bände, In Commission bei Heinrich Remigius Sauerländer, Arau 1806–1808, 1: Digitalisat, 2: Digitalisat, 3: Digitalisat; 3. Theil (Karl Albrecht Kielmann: Systematische Darstellung aller Erfahrungen über die einzelnen Metalle), 1. Band, Auf Kosten von Johann Rudolph Meyer des Jüngern, Arau 1807, Digitalisat (2. Band nicht erschienen).
- Specielle Erörterungen über das Formale des Meyerschen Werks und Auskunft über den Gang der künftigen Fortsetzung desselben. Aarau 1808 (Digitalisat).
- Reise auf den Jungfrau-Gletscher und Ersteigung seines Gipfels. Von Joh. Rudolf Meyer und Hieronymus Meyer von Aarau im Augustmonat 1811 unternommen. Aus den Miszellen für die neueste Weltkunde besonders abgedruckt. (Aarau 1811.) (Digitalisat).